# Predsjednici Vlade Republike Srpske
Predsjednik Vlade Republike Srpske čelnik je Vlade tog entiteta. Bira ga Narodna skupština na prijedlog predsjednika.
| Ime                   | Početak mandata     | Završetak mandata   |
| --------------------- | ------------------- | ------------------- |
| Branko Đerić          | 22. travnja 1992.   | 20. siječnja 1993.  |
| Vladimir Lukić        | 20. siječnja 1993.  | 18. kolovoza 1994.  |
| Dušan Kozić           | 18. kolovoza 1994.  | 16. listopada 1995. |
| Rajko Kasagić         | 16. listopada 1995. | 18. svibnja 1996.   |
| Gojko Kličković       | 18. svibnja 1996.   | 31. siječnja 1998.  |
| Milorad Dodik         | 31. siječnja 1998.  | 16. siječnja 2001.  |
| Mladen Ivanić         | 16. siječnja 2001.  | 17. siječnja 2003.  |
| Dragan Mikerević      | 17. siječnja 2003.  | 17. veljače 2005.   |
| Pero Bukejlović       | 17. veljače 2005.   | 28. veljače 2006.   |
| Milorad Dodik         | 28. veljače 2006.   | 15. studenoga 2010. |
| Anton Kasipović o. d. | 15. studenoga 2010. | 29. prosinca 2010.  |
| Aleksandar Džombić    | 29. prosinca 2010.  | 12. ožujka 2013.    |
| Željka Cvijanović     | 12. ožujka 2013.    | 15. studenoga 2018. |
| Srebrenka Golić o. d. | 15. studenoga 2018. | 18. prosinca 2018.  |
| Radovan Višković      | 18. prosinca 2018.  |                     |